# Oscar Fogelström
Carl Oscar Söderberg Fogelström, ogift Söderberg, född 19 mars 1975 i Vaksala församling i Uppsala län, är en svensk filmmusikkompositör, låtskrivare och musikproducent. Han är en av upphovsmännen till låten "If I Were Sorry" som vann Melodifestivalen 2016 framförd av Frans Jeppsson Wall.
Oscar Fogelström har även skrivit filmmusiken till Hypnotisören, regisserad av Lasse Hallström, som var Sveriges bidrag till Oscarsgalan 2013, samt komponerat vinjettmusiken till barnprogrammet Myror i Brallan tillsammans med Ola Lindholm. 

## Artister
- 2020 Lisa Peterson, Star Stable - "We Will Get There"
- 2019 Mollie Minott - "Follow"
- 2019 Lisa Peterson, Star Stable - "This Is For You" (EP)
- 2018 John De Sohn - "Highway"
- 2018 Shirin - "Together We Are Weak - Live Session", "Under And Over You"
- 2017 Shirin - "Back to the Basics"
- 2017 Frans - "Liar - Le Cardiac"
- 2016 Tommy Kristiansen - "Outskirts Of Love"
- 2016 Frans - "Young Like Us"
- 2016 Frans - "If I Were Sorry"
- 2015 Jimmy Wahlsteen - "No Strings Attached" (6 songs from Album)
- 2012 Sean Banan - "Sean Den Förste Banan" (Album)
- 2011 Jimmy Wahlsteen - "All Time High" (Album)
- 2009 Jimmy Wahlsteen - "181st Songs" (Album)
- 2008 Anders Lundin  - "Buckliga Ord, Knyckiga Låtar" (Album)
- 2006 Daniel Lindström - "Nån Slags Verklighet" (Album)
- 2006 Peter Barlach - "Heliga Familjen" (Album)
- 2005 Nordman - "Ge mig tid"
- 2004 Sahlene - "Troublemaker"
- 2004 Super Trouper - "Super Trouper Jul" (Album)
- 2003 Adam Thompson - "She's a Machine"
- 2002 Ola och Gorillan - "Ola och Gorillan" (Album)
- 2001 Karin Ström - "Iceberg"
- 2001 Josef Zackrisson - "Josef Zackrisson" (Album)
- 2001 Ola och Oscar - "Världens bästa skiva" (Album) (V2 Scandinavia)
- 2000 Jerry Williams  - "Can't Slow Down" (Album)
- 1999 Ola och Oscar - "Myror i brallan" (Album)
- 1997 Bombay Vikings "Kya Soorat Hai" (Album)
- 1994 Bombay Vikings - "Bombay Vikings" (Album)

## Övriga verk i urval

### Film och TV
- Maskeradligan (Brand New Content/TV4)
- Killing Small Animals (Bleck Film)
- Sincerely Yours (Ali Mermachi)
- Nightshift (Viva Films, Aliud)
- Militärligan (Brand New Content/SVT)
- Aurora (Viva Films, Aliud)
- Abomination (Hit Productions)
- Conquering China (Silver Films)
- Hypnotisören (SF/Sonet)
- Sean Banan inuti Seanfrika (Happy Fiction/SF)
- Min frus förste älskare, omproduktion/inspelning av Mikael Wiehes "Nu blir det bättre" Melinda Wrede (Sonet Film). Länk till Trailer
- Hjälp! (TV-serie), DVD-utgåva, komposition och produktion (TV4)
- Skrotarna (SVT)
- Myror i brallan, (SVT)
- Häxornas tid, (Jan Guillou), vinjett. (Med Mats Wester) (TV4)
- Ballerinagrodan, tecknad kortfilm, Röda Roboten Animation
- Två tennisskor. novellfilm. Peter Barlach
- Grannsamverkan, kortfilm Peter Barlach
- Guldbaggegalan 2012, öppningsnummer med Petra Mede + mellanaktsnummer med Eric Gadd
- Guldbaggegalan 2011, öppningsnummer med Petra Mede
- Melodifestivalen 2005 alla mellaktsnummer. (SVT)
- Melodifestivalen 2004, Abba medley m.m.(SVT)
- Ola 21.30, vinjett (SVT)
- Riktig talkshow, vinjett (SVT)
- Dra mig baklänges, (SVT)